# Protector de sobretensions
Un protector de sobretensions (o supressor de transients) o DPS és un dispositiu dissenyat per a protegir dispositius elèctrics de pics de tensió. Un protector de sobretensió intenta regular el voltatge que s'aplica a un dispositiu elèctric bloquejant o enviant a terra voltatges superiors a un llindar segur.

## Tipus de protectors

### Protectors contra sobretensions permanents

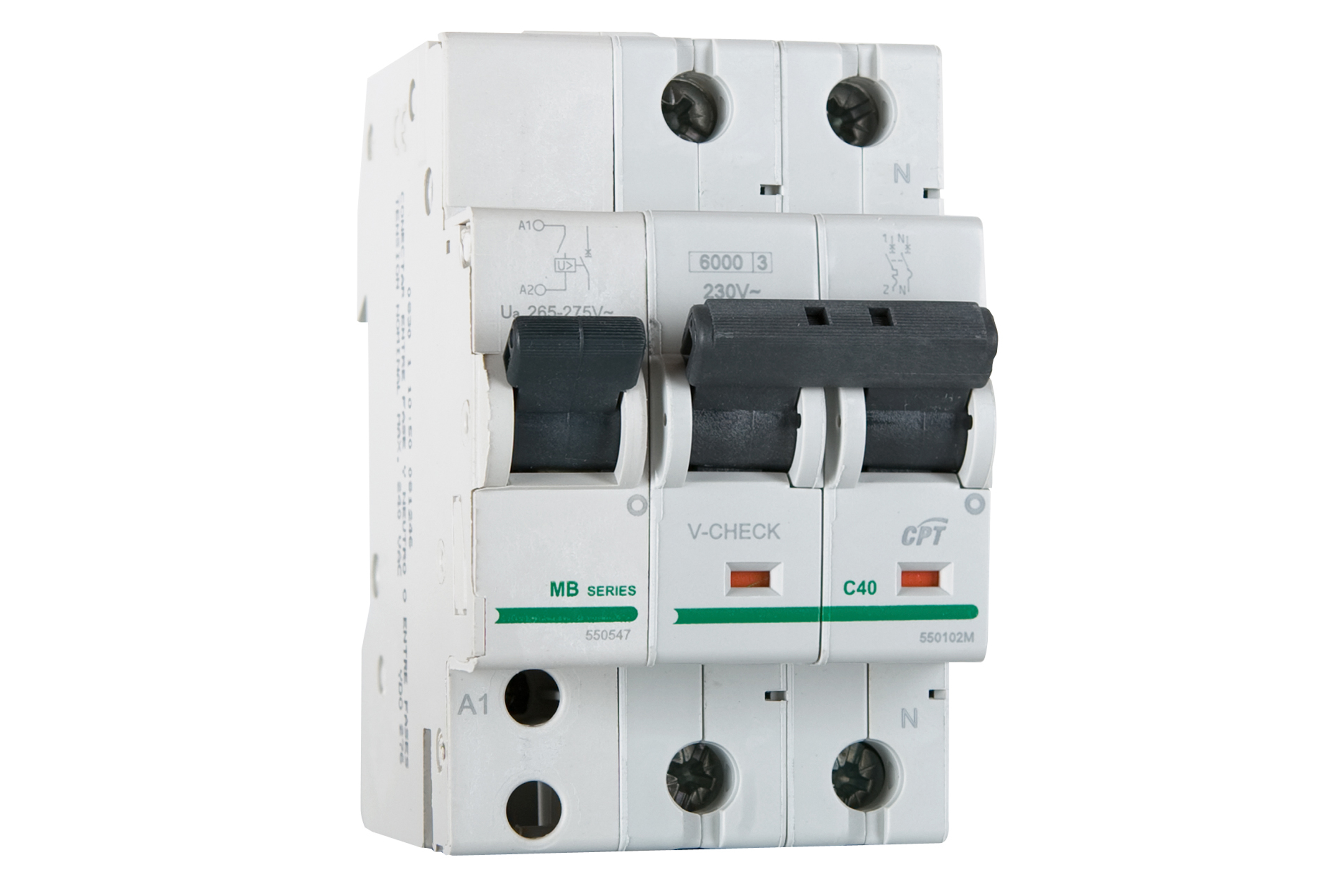
Protector contra sobretensions permanents. Els protectors contra sobretensions permanents poden ser monofàsics (P+N) o trifàsics (3P+N), amb actuació sobre magnetotèrmic i poden incloure o no el IGA.

Les sobretensions permanents són augments de tensió superior al 10% de la tensió nominal i durada indeterminada. L'alimentació d'equips amb una tensió superior a aquell per al qual han estat dissenyats pot generar:
- Sobreescalfament dels equips.
- Reducció de la vida útil.
- Incendis.
- Destrucció dels equips.
- Interrupció del servei.

La protecció contra sobretensions permanents requereix un sistema diferent que en les sobretensions transitòries. En comptes de derivar a terra per evitar l'excés de tensió, cal  desconnectar la instal·lació de la xarxa elèctrica  per evitar que arribi la sobretensió als equips. L'ús de protectors és indispensable en àrees on es donen  fluctuacions de valor de tensió  de la xarxa.

### Protectors contra sobretensions transitòries

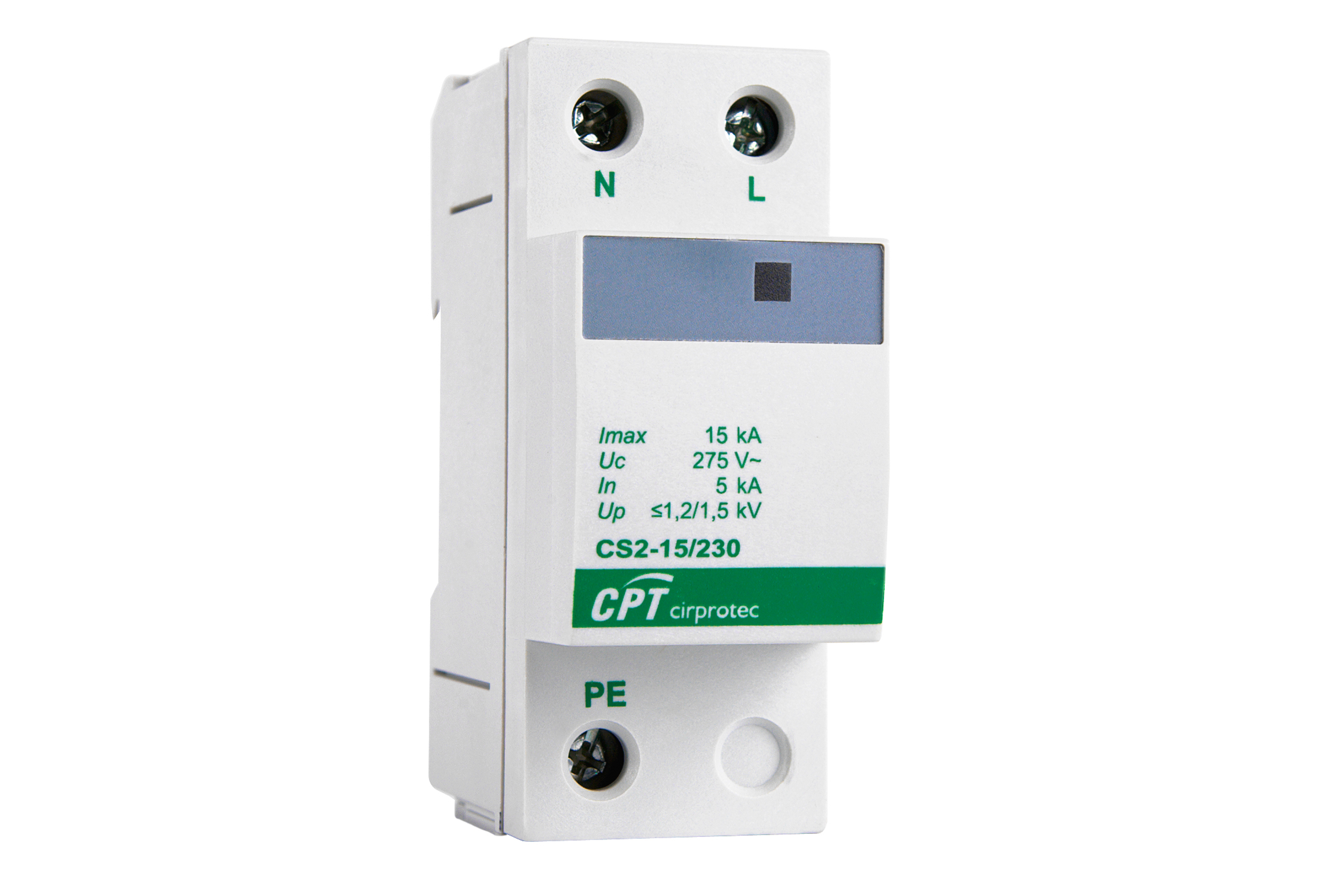
Protector contra sobretensions transitòries.

Les sobretensions transitòries són pics de tensió que arriben a valors de desenes de quilovolts i una durada, causen la destrucció dels equips connectats a la xarxa provocant:
- Danys greus o destrucció dels equips.
- Interrupció del servei.

En algunes instal·lacions un sol protector contra sobretensions pot ser suficient. Tot i això, en moltes altres, es necessitarà  més d'un pas de protecció , d'aquesta forma s'aconsegueix un  major poder de descàrrega  assegurant una  tensió residual petita .

## Selecció del protector

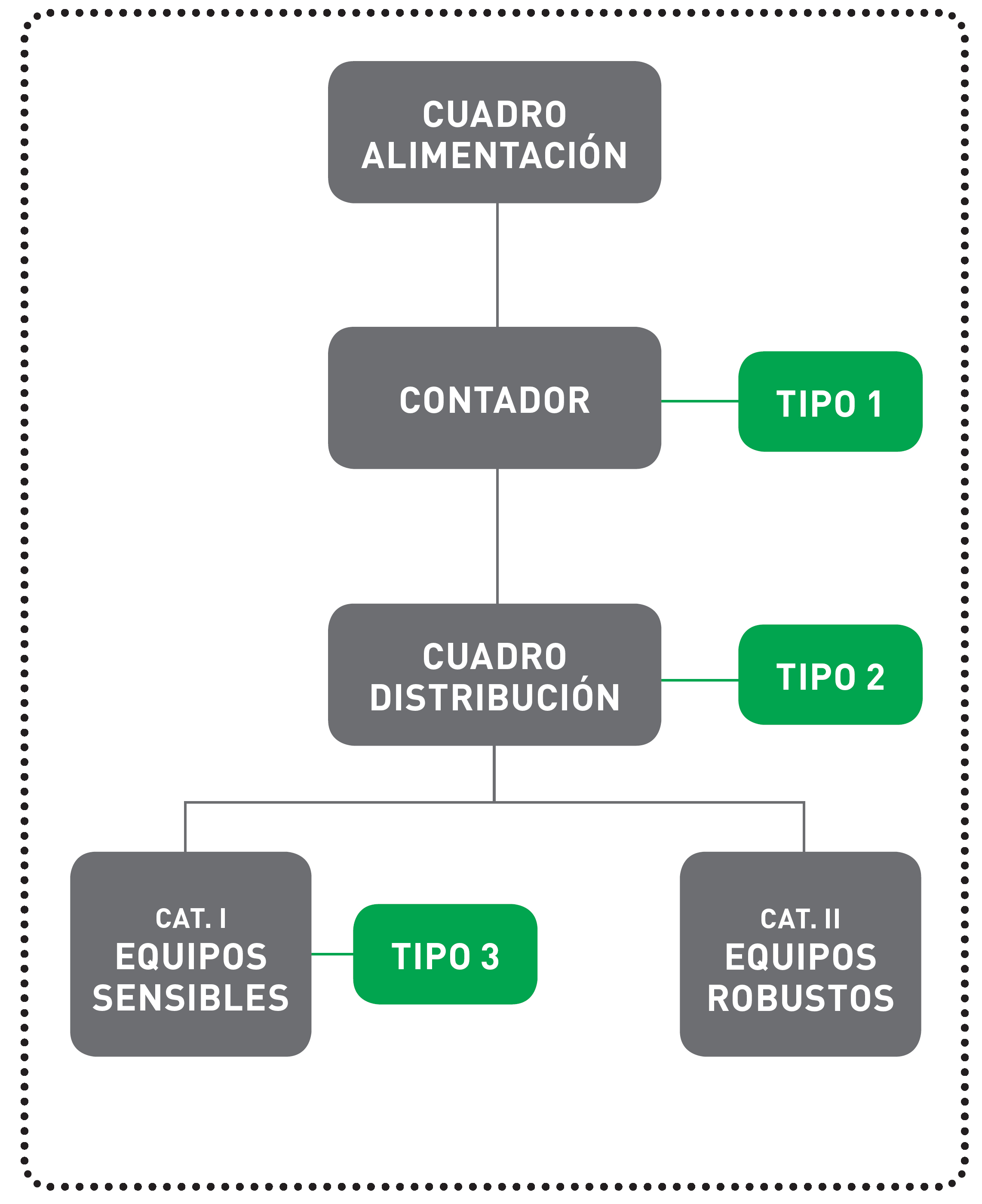
Exemple d'una instal·lació amb les 3 classes de protectors contra sobretensions.

D'acord amb les normes IEC, depenent de l'exposició de la instal·lació a les sobretensions, seran necessaris  protectors de diferents capacitats de descàrrega .
Un altre punt a considerar a l'hora de fer la selecció del protector són els equipaments que es volen protegir, ja que el nivell de protecció donat pel protector ha de ser inferior al valor que l'equip pot suportar. D'acord amb la capacitat de descàrrega o nivell de protecció (Up), els protectors estan dividits en tres tipus.
En el mercat protectors que basen la seva tecnologia en varistors, descarregadors de gas i vai espurnes, sent necessària la seva combinació en funció de la capacitat de descàrrega requerida.
La protecció ideal és  protegir per esglaons , usant els diferents tipus de protector i seleccionant els dispositius més adequats per a la instal·lació.

### Protectors Tipus 1
- Protectors amb capacitat per derivar a terra corrents altes en  corba 10/350 μs .
- Nivell de protecció (Up) alt .
- Aquests protectors han d'ésser muntats a l'entrada ja que el seu nivell de protecció és únicament compatible amb la connexió d'entrada instal·lada o amb la dels ordinadors de la instal·lació.
- Els protectors Tipus 1 són necessaris quan és d'esperar una descàrrega directa de llamp, per exemple:
  - Protecció de habitatges rurals amb sistema de protecció externa.
  - Protecció d'indústries amb sistemes de protecció externa.
  - Hospitals, edificis públics o de patrimoni cultural, etc. amb distància inferior a 50 m. d'una instal·lació amb protecció externa.

### Protectors Tipus 2
- Protectors amb capacitat per derivar a terra corrents altes en  corba 8/20 μs .
- Nivell de protecció (Up) mitjà .
- Són els més àmpliament utilitzats perquè ofereixen un nivell de protecció compatible amb la majoria d'equips que es connecten a la xarxa d'alimentació.
- El seu ús és adequat com a protecció mitjana quan es tinguin instal·lats protectors de tipus 1 com a primer graó en habitatges, comerços, ...
- Els protectors Tipus 2 per instal·lar sempre aigües avall dels protectors Tipus 1 en totes les instal·lacions amb protecció externa, en el quadre de baixa tensió. La seva instal·lació en capçalera serà suficient quan no existeixi protecció externa.

### Protectors Tipus 3
- Protectors amb capacitat per derivar a terra corrents mitges en  corba 8/20 μs .
- Nivell de protecció (Up) sota .
- Han instal·lar per a la protecció d'equips sensibles tant en el cas d'habitatges com d'indústria, o en equips que estiguin a un distància superior a 20 m d'on estigui instal·lat el protector de tipus 2.
- Haurà de ser precedit en la instal·lació per un protector Tipus 2.

## Especificacions importants
Aquestes són algunes especificacions que defineixen un protector de sobretensió per AC i per a protecció de les comunicacions.
- Limitació de voltatge - Aquesta s'especifica què voltatge provocarà que els varistors del protector condueixin l'electricitat a la línia de terra.[1] Una limitació de voltatge més baixa indica una millor protecció, però una menor esperança de vida de l'aparell. Els tres nivells de protecció més baixos definits en les ràtios UL són 330 V, 400 V i 500 V. La limitació de voltatge estàndard per a dispositius de 120 V són 330 volts.[2]

- Joule - Aquest número defineix quanta energia pot absorbir el protector sense fer-se malbé. Un nombre alt indica una major protecció i una major esperança de vida perquè el dispositiu desviarà més energia a un altre lloc i absorbirà menys. Més joules actualment signifiquen una limitació de voltatge reduït. Generalment, 200 joules és una protecció baixa ja que els pics perjudicials són significativament més grans de 200 joules. Els millors protectors sobrepassen els 1000 joules i 40.000 ampere s. Si està correctament instal·lat, per cada juliol absorbit per un protector, de 4 a 30 joules poden dissipar sense perill a terra.

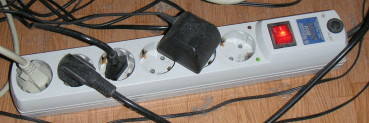
Alguns protectors de soroll i sobretensió tenen múltiples endolls.

- Temps de resposta - Els protectors de sobretensió no s'activen immediatament, hi ha un petit retard. Com més gran sigui el temps de resposta major serà el temps que l'equip estarà exposat a la sobretensió. No obstant això, les sobretensions no ocorren immediatament. Normalment, les sobretensions triguen alguns microsegons a assolir el seu pic de voltatge i un protector de sobretensió amb una resposta de nanosegons s'activarà prou ràpid com per eliminar la part més perjudicial.[3]

- Estàndards - El protector de sobretensió pot complir amb IEC 61643-1, EN 61643-11 i 21, ANSI/IEEE C62.xx, o UL 1449. Cada estàndard defineix diferents característiques protectores, proves, o propòsits d'operació. Per exemple, per passar UL1449 un protector ha de seguir funcionant després d'una sèrie de 22 test de sobretensió.[4] EN 62305 i ANSI/IEEE C62.xx defineixen què pics ha de ser capaç de desviar un protector. EN 61643-11 i 21 s'especifiquen els requisits de rendiment i mesures de seguretat dels productes. IEC només defineix estàndards i no certifica cap producte que compleixi aquests estàndards. Els estàndards de IEC són usats per membres del Pla CB per provar i certificar productes per a la seva conformitat. Cap d'aquests estàndards diu que un protector proporcionarà protecció adequada. Cada estàndard defineix què ha de fer un protector o què podria aconseguir.